# 陳斗南
陳斗南（1516年—？），字子一，直隸淮安府鹽城縣人，竈籍，明朝政治人物。

## 生平
嘉靖十九年（1540年）庚子科應天府鄉試第十五名舉人。嘉靖二十九年（1550年）中式庚戌科會試第三名，三甲第一百八十一名進士。

## 家族
曾祖陳宗美；祖父陳倫；父陳訓，知縣。母劉氏；繼母季氏。嚴侍下。